# عجم
العَجَمُ خلافُ العرب، وهو اسم جنس واحده عَجَمِيٌّ. والعجمي غيرُ الأعجمي وهو الذي لا يُفصح بالعربية ولا يبيّن بها كلامه وإن كان عربيا. فإن العجمي قد يكون مفصحا بالعربية فلا يكون أعجميا، وعكس ذلك العربي الذي لا يفصح بالعربية هو أعجمي.

## المسمى به
- في جزيرة العرب، يطلق على الفرس خصوصا.
- في الأندلس، يطلق اسم العجمية (الخميادو) على نصوص اللغات الرومنسية المكتوبة بالحرف العربي.
- في غرب أفريقيا، يطلق اسم العجمية (أجمي) على نصوص اللغات الأفريقية المكتوبة بالحرف العربي.
- العجم في العراق المجاورة لإيران تطلق على من يتحدث العربية بطلاقة لكن أصوله فارسية

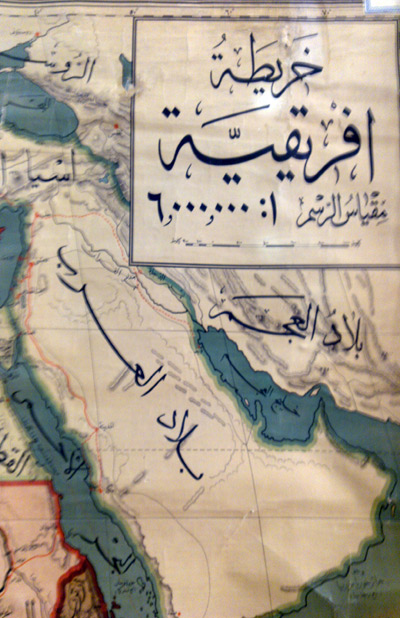

## عجم في قاموس العرب[أي منها؟]
- والعَجَميُّ من جنسهُ العَجَم وإن أفصح والمنسوب إلى العَجَم يقال نسيجٌ عجميٌّ ج عَجَم.
- العَجُوْمَة الناقة القوية على السفر
- العَوَاجِم الأسنان مفردهُ عاجِمة
- الأَعْجَم من لا يفصح ولا يبيّن كلامهُ وإن كان من العرب والذي في لسانِه عجمة وإن أفصح بالعجميَّة ج أعجمون وأعاجم. وفي سورة الشعراء ولو نزَّلناه على بعض الأعجمين. ثم يُنسَب إليهِ فيقال لسانٌ أعجميٌّ وكتابٌ أعجميٌّ ولا تقل رجل أعجميٌّ فتنسبهُ إلى نفسهِ إلا أن يكون أعجم وأعجميّ بمعنى مثل دوَّار ودوَّاري إلا إذا ورد ورودًا لا يمكن ردُّهُ. وأما قول الشاعر
- كانَ فُرادَى زورهِ طبعتهما-

بطينٍ من الجولان كُتَّابُ أعجمِ
فلم يُرِد بهِ العجم وإنما أراد بهِ كتاب رجل أعجم وهو ملك الروم. والأعجم أيضًا الأخرس والموج لا يتنفَّس فلا ينضح ماءَ ولا يُسمَع لهُ صوت ومن ليس بعربيّ ويستوي فيهِ الواحد والجمع يقال رجل أعجم وقوم أعجم. والأنثى عَجْماءُ ج عُجْمٌ.
والأَعْجَام العجم.

## في القرآن الكريم
- ﴿وَلَقَدْ نَعْلَمُ أَنَّهُمْ يَقُولُونَ إِنَّمَا يُعَلِّمُهُ بَشَرٌ لِسَانُ الَّذِي يُلْحِدُونَ إِلَيْهِ أَعْجَمِيٌّ وَهَذَا لِسَانٌ عَرَبِيٌّ مُبِينٌ ۝١٠٣﴾ [النحل:103]
- ﴿وَلَوْ جَعَلْنَاهُ قُرْآنًا أَعْجَمِيًّا لَقَالُوا لَوْلَا فُصِّلَتْ آيَاتُهُ أَأَعْجَمِيٌّ وَعَرَبِيٌّ قُلْ هُوَ لِلَّذِينَ آمَنُوا هُدًى وَشِفَاءٌ وَالَّذِينَ لَا يُؤْمِنُونَ فِي آذَانِهِمْ وَقْرٌ وَهُوَ عَلَيْهِمْ عَمًى أُولَئِكَ يُنَادَوْنَ مِنْ مَكَانٍ بَعِيدٍ ۝٤٤﴾ [فصلت:44]
- ﴿وَلَوْ نَزَّلْنَاهُ عَلَى بَعْضِ الْأَعْجَمِينَ ۝١٩٨ فَقَرَأَهُ عَلَيْهِمْ مَا كَانُوا بِهِ مُؤْمِنِينَ ۝١٩٩﴾ [الشعراء:198–199]

## في الحديث الشريف
- أن النبي كان أراد أن يكتب إلى العجم. فقيل له إن العجم لا يقبلون إلا كتابا عليه خاتم. فاصطنع خاتماً من فضة، قال كأني أنظر إلى بياضه في يده. صحيح مسلم - 2092
- قال النبي: يوشك أهل العراق ألا يجبى إليهم قفيز ولا درهم. قلنا من أين ذاك؟ قال من قبل العجم. يمنعون ذاك. ثم قال يوشك أهل الشام أن لا يجبى إليهم دينار ولا مدي. قلنا: من أين ذاك؟ قال من قبل الروم. ثم أسكت هنية. ثم قال قال رسول الله صلى الله عليه وسلم «يكون في آخر أمتي خليفة يحثي المال حثيا. لا يعده عددا». صحيح مسلم - 2913

قال رجل يا رسول الله هل للإسلام من منتهى قال أيما أهل بيت وقال في موضع آخر قال نعم أيما أهل بيت من العرب أو العجم أراد الله بهم خيراً أدخل عليهم الإسلام قال ثم قال ثم تقع الفتن كأنها الطل يعودون فيها أساود صباء يضرب بعضكم رقاب بعض. الدارقطني - الإلزامات والتتبع - 95